# Pericallia rubelliana
Pericallia rubelliana är en fjärilsart som beskrevs av Swinhoe 1889. Pericallia rubelliana ingår i släktet Pericallia och familjen björnspinnare. Inga underarter finns listade i Catalogue of Life.